# Astragalus dasyanthus
Astragalus dasyanthus es una especie de planta herbácea perteneciente a la familia de las leguminosas. Es originaria de Eurasia. 

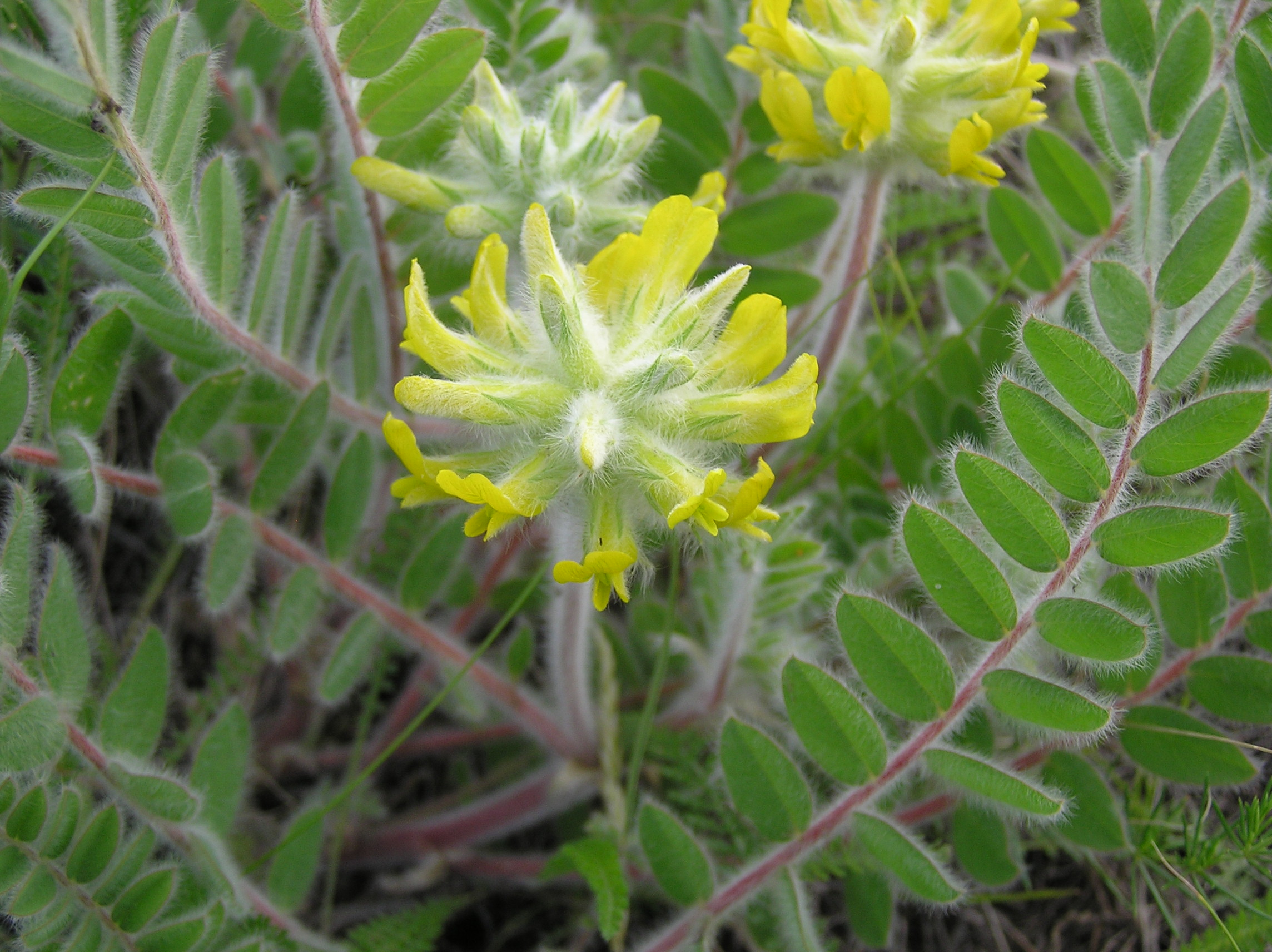
Inflorescencia

## Distribución
Es una planta herbácea perennifolia que se encuentra en Eurasia, donde se distribuye por Bulgaria, antigua Yugoslavia, Hungría, Moldavia, Rumania, Rusia europea, Ucrania y Siberia. 

## Taxonomía
Astragalus dasyanthus fue descrita por Peter Simon Pallas y publicado en Species Astragalorum 79, pl. 65.  1803.
Etimología
Astragalus: nombre genérico derivado del griego clásico άστράγαλος y luego del Latín astrăgălus aplicado ya en la antigüedad, entre otras cosas, a algunas plantas de la familia Fabaceae, debido a la forma cúbica de sus semillas parecidas a un hueso del pie.
dasyanthus: epíteto latíno que significa "con flores peludas".
Sinonimia
- Astragalus eriocephalus Waldst. & Kit.
- Astragalus pannonicus Schult.
- Tragacantha dasyantha (Pall.) Kuntze
- Tragacantha eriocephala (Waldst. & Kit.) Kuntze	[4][5]